# V372 Возничего
V372 Возничего (лат. V372 Aurigae) — одиночная переменная звезда в созвездии Возничего на расстоянии (вычисленном из значения параллакса) приблизительно 15726 световых лет (около 4822 парсеков) от Солнца. Видимая звёздная величина звезды — от +15,3m до +14,3m.

## Характеристики
V372 Возничего — оранжевая пульсирующая медленная неправильная переменная звезда (LB:) спектрального класса K. Эффективная температура — около 3937 K.